# Michigan Mayhem
I Michigan Mayhem sono stati una franchigia di pallacanestro della Continental Basketball Association (CBA), con sede a Muskegon, nel Michigan, attivi tra il 2004 e il 2006.

## Stagioni
| Stagione | Lega | Denominazione   | V  | P  | %    | Piazzamento | Play-off |
| -------- | ---- | --------------- | -- | -- | ---- | ----------- | -------- |
| 2004-05  | CBA  | Michigan Mayhem | 18 | 30 | 37,5 | 6º          | -        |
| 2005-06  | CBA  | Michigan Mayhem | 8  | 40 | 16,7 | 8º          | -        |